# Ornament
Et ornament er en stiliseret figur, mønster eller tegning, som eksempelvis kan gengive slyngede planter, fantasidyr og lignende, og som bruges som udsmykning på fx huse, møbler og kunsthåndværk. Også inden for typografien anvendes forskellige former for ornamenter, der kan være tale om initialer (dekorerede begyndelsesbogstaver), vignetter, røskner (små ornamenter) og dekorerede linjer. 
- Wikimedia Commons har flere filer relateret til Ornament

| Arkitektur | Spire Denne arkitekturartikel er en spire som bør udbygges. Du er velkommen til at hjælpe Wikipedia ved at udvide den. |